# One Night Only (álbum de Bee Gees)
One Night Only es el segundo álbum en vivo de los Bee Gees. Muestra a la agrupación presentándose en el MGM Grand, Las Vegas, Nevada, Estados Unidos, en 1997 e incluye varias de sus canciones más exitosas.
El CD está editado, por ello algunas canciones quedaron afuera. La versión en DVD del concierto, la cual es la primera presentación de los Bee Gees en diez años, muestra el concierto completo. El álbum fue relanzado en 1999, e incluyó un CD bonus con las canciones que habían sido sacadas de la primera edición.
Los Bee Gees interpretaron canciones de cada década desde los años 60 hasta los 90. Además cantaron en tributo a su hermano fallecido Andy Gibb, la canción "(Our Love) Don't Throw It All Away". Durante esta canción se muestra un antiguo video de Andy actuando en vivo, mientras canta el segundo verso de la canción. Los coros de la sesión de grabación también estuvieron presentes. Céline Dion, como invitada especial, cantó "Immortality". La voz previamente grabada de la versión de Frankie Valli es puesta durante la canción "Grease", .

## Listado de canciones
Todas las canciones escritas por Barry Gibb, Maurice Gibb y Robin Gibb excepto las mencionadas.
1. "Intro: You Should Be Dancing/Alone" - 5:47
2. "Massachusetts" - 2:32
3. "To Love Somebody" (Barry Gibb, Robin Gibb) - 3:10
4. "Words" - 3:27
5. "Closer Than Close" - 3:30
6. "Islands in the Stream" - 3:47
7. "(Our Love) Don't Throw It All Away" (con Andy Gibb) (Barry Gibb, Blue Weaver) - 3:52
8. "Night Fever/More Than a Woman" - 3:26
9. "Lonely Days" - 3:44
10. "New York Mining Disaster 1941" (Barry Gibb, Robin Gibb) - 2:15
11. "I Can't See Nobody" - 1:30
12. "And the Sun Will Shine" - 1:54
13. "Nights on Broadway" - 1:05
14. "How Can You Mend a Broken Heart?" (Barry Gibb, Robin Gibb) - 3:27
15. "Heartbreaker" - 1:05
16. "Guilty" - 2:21
17. "Immortality" (con Céline Dion) - 4:46
18. "Tragedy" - 4:28
19. "I started a joke" - 2:48
20. "Grease" (con Frankie Valli) (Barry Gibb) - 2:43
21. "Jive Talkin'" - 4:19
22. "How Deep Is Your Love" - 3:54
23. "Stayin' Alive" - 3:59
24. "You Should Be Dancing" - 4:12

### CD Bonus de la reedición de 1999
1. "I've Gotta Get a Message to You" - 4:08
2. "One" - 4:38
3. "Still Waters (Run Deep)" - 3:26
4. "Morning of My Life" (Barry Gibb) - 3:10
5. "Too Much Heaven" - 1:58
6. "Run to Me" - 1:19

### Lista de canciones del DVD
1. Intro: "You Should Be Dancing"
2. "Alone"
3. "Massachusetts"
4. "To Love Somebody"
5. "I've Gotta Get a Message to You"
6. "Words"
7. "Closer Than Close"
8. "Islands in the Stream"
9. "One"
10. "Our Love (Don't Throw It All Away)"
11. "Night Fever"
12. "More Than a Woman"
13. "Still Waters"
14. "Lonely Days"
15. "Morning of My Life"
16. "New York Mining Disaster 1941"
17. "Too Much Heaven"
18. "I Can't See Nobody"
19. "Run to Me"
20. "And the Sun Will Shine"
21. "Nights on Broadway"
22. "How Can You Mend a Broken Heart"
23. "Heartbreaker"
24. "Guilty"
25. "Immortality"
26. "Tragedy"
27. "I Started a Joke"
28. "Grease"
29. "Jive Talkin'"
30. "How Deep Is Your Love"
31. "Stayin' Alive"
32. "You Should Be Dancing" Final y créditos

## Colaboradores
- Barry Gibb - Guitarra, voz
- Maurice Gibb - Teclado, guitarra, voz
- Robin Gibb - Voz
- Matt Bonelli - Bajo
- Stephen Gibb - Guitarra
- Alan Kendall - Guitarra principal
- Steve Rucker - Batería
- Ben Stivers - Teclado
- John Merchant - Teclado

- Céline Dion - Voz en "Immortality"
- Andy Gibb - Voz pregrabada en "Our Love (Don't Throw It All Away)"
- Frankie Valli - Voz pregrabada en "Grease"

- Datos: Q897590